# Оуен Вілланс Річардсон
Оуен Вілланс Річардсон (англ. Sir Owen Willans Richardson; 26 квітня 1879, Дейсбері, Велика Британія — 15 лютого 1959, Алтон, Велика Британія) — англійський фізик, лауреат Нобелівської премії з фізики в 1928 р. «За роботи з терміольних досліджень, і особливо за відкриття закону, що носить його ім'я».
Народився в Англії в сім'ї Джошуа Генрі і Шарлоти Марії Річардсон. Вчився в «граматичній школі» Бетлі. Закінчив коледж Триніті у Кембриджі в 1900 р. з відзнакою по природничих науках. З 1906 по 1913 рр. був професором в Принстонському університеті. У 1920 р. отримав від Королівського товариства медаль Х'юза за роботу по терміонним явищам, які лягли в основу вакуумних електронних ламп.
Також працював над явищем фотоефекту, гіромагнітними ефектами, емісією електронів у хімічних реакціях, м'яким рентгенівським випромінюванням і спектром водню.
Присвячений в лицарі у 1933 році. Його племінником був фізик Річард Девіссон.